# Catharsius pseudooedipus
Catharsius pseudooedipus är en skalbaggsart som beskrevs av Ferreira 1960. Catharsius pseudooedipus ingår i släktet Catharsius och familjen bladhorningar. Inga underarter finns listade.